# Helmut Kelleners
Helmut Kelleners, né le 29 décembre 1939 à Moers (tout comme près de 5 ans plus tôt Hubert Hahne, autre champion continental de Tourisme), est un pilote automobile allemand, sur voitures de tourisme et Sport-prototypes en circuits.

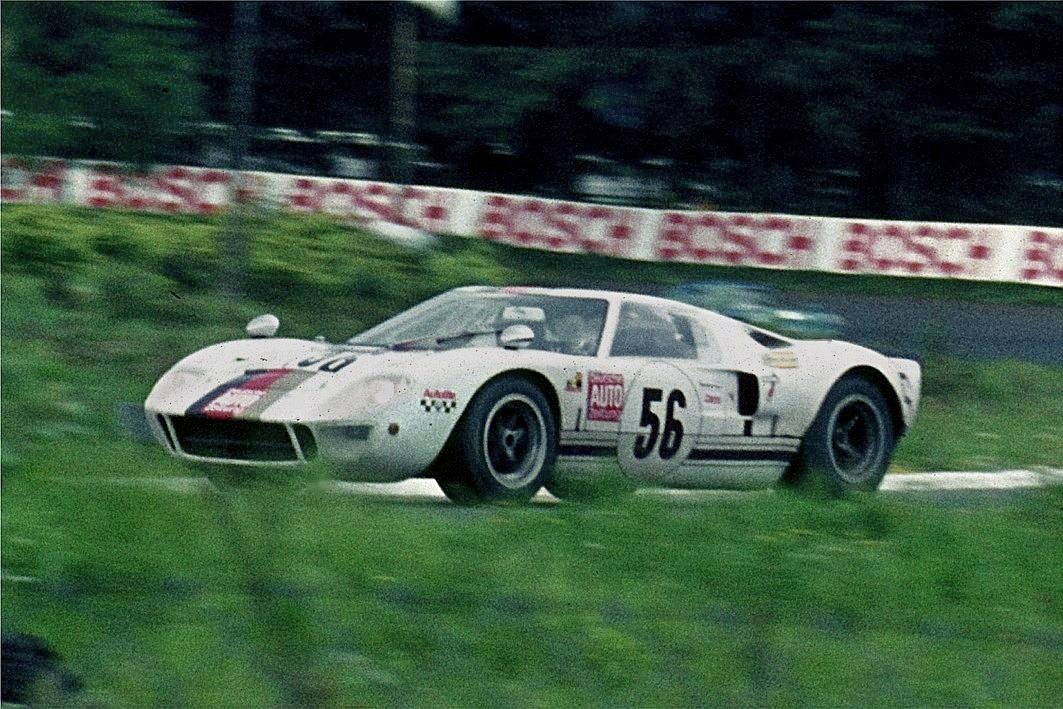
Kelleners en 1969 sur Ford GT40, au Nürburgring.

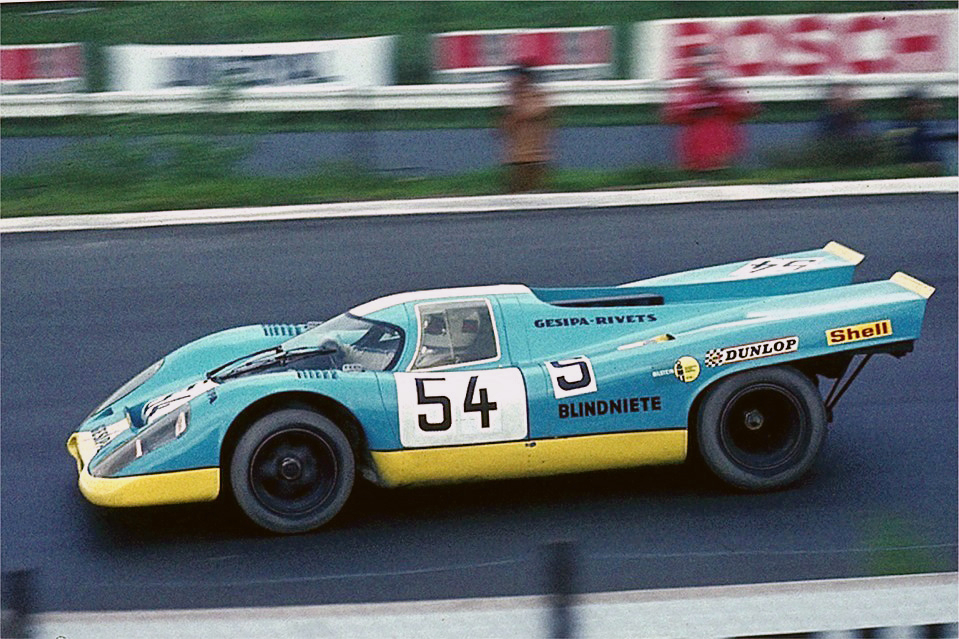
Kelleners sur Porsche 917 aux 1000 kilomètres du Nürburgring, en 1970.

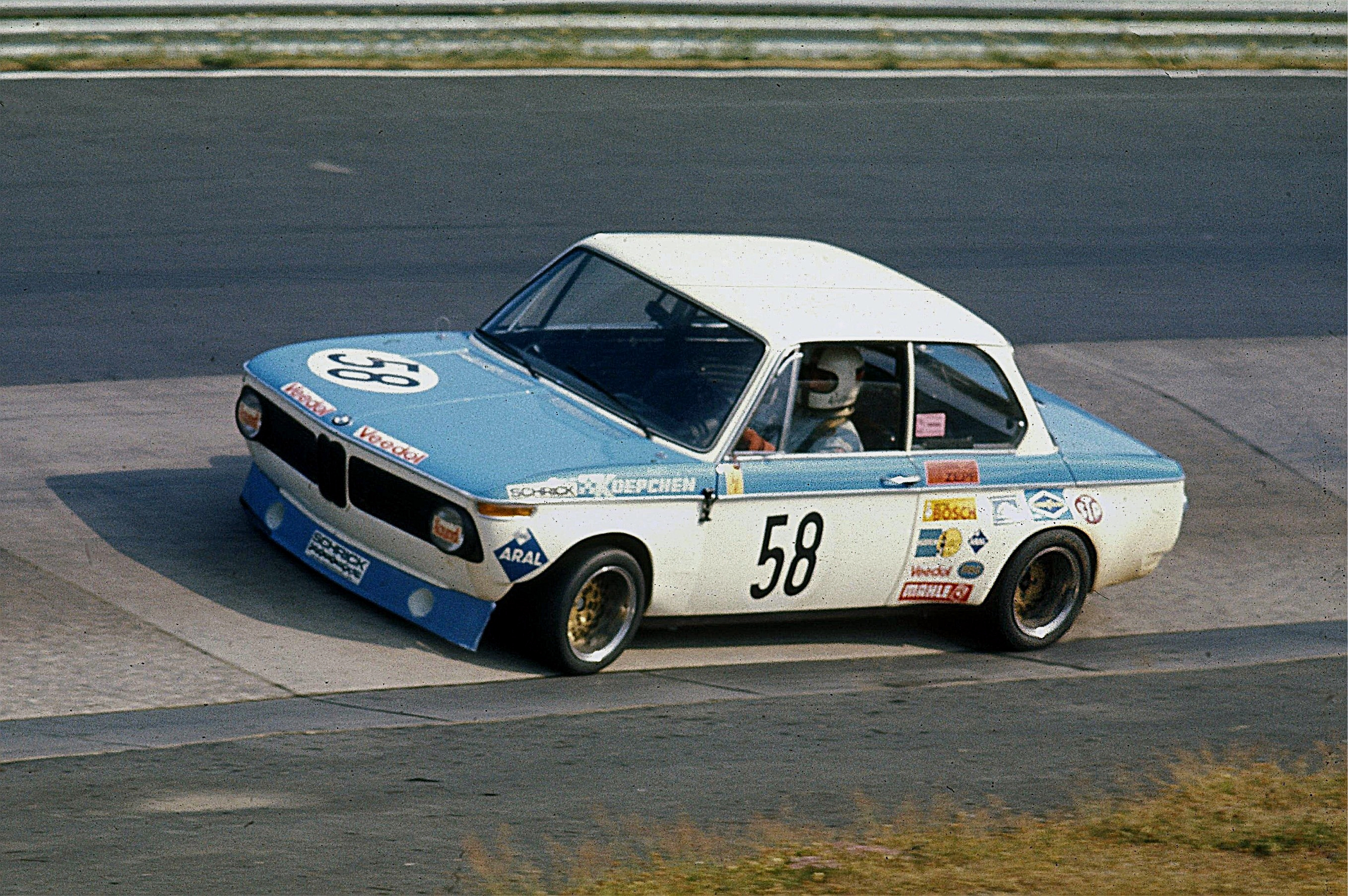
Kelleners sur BMW 2002 en 1973 (DRM).

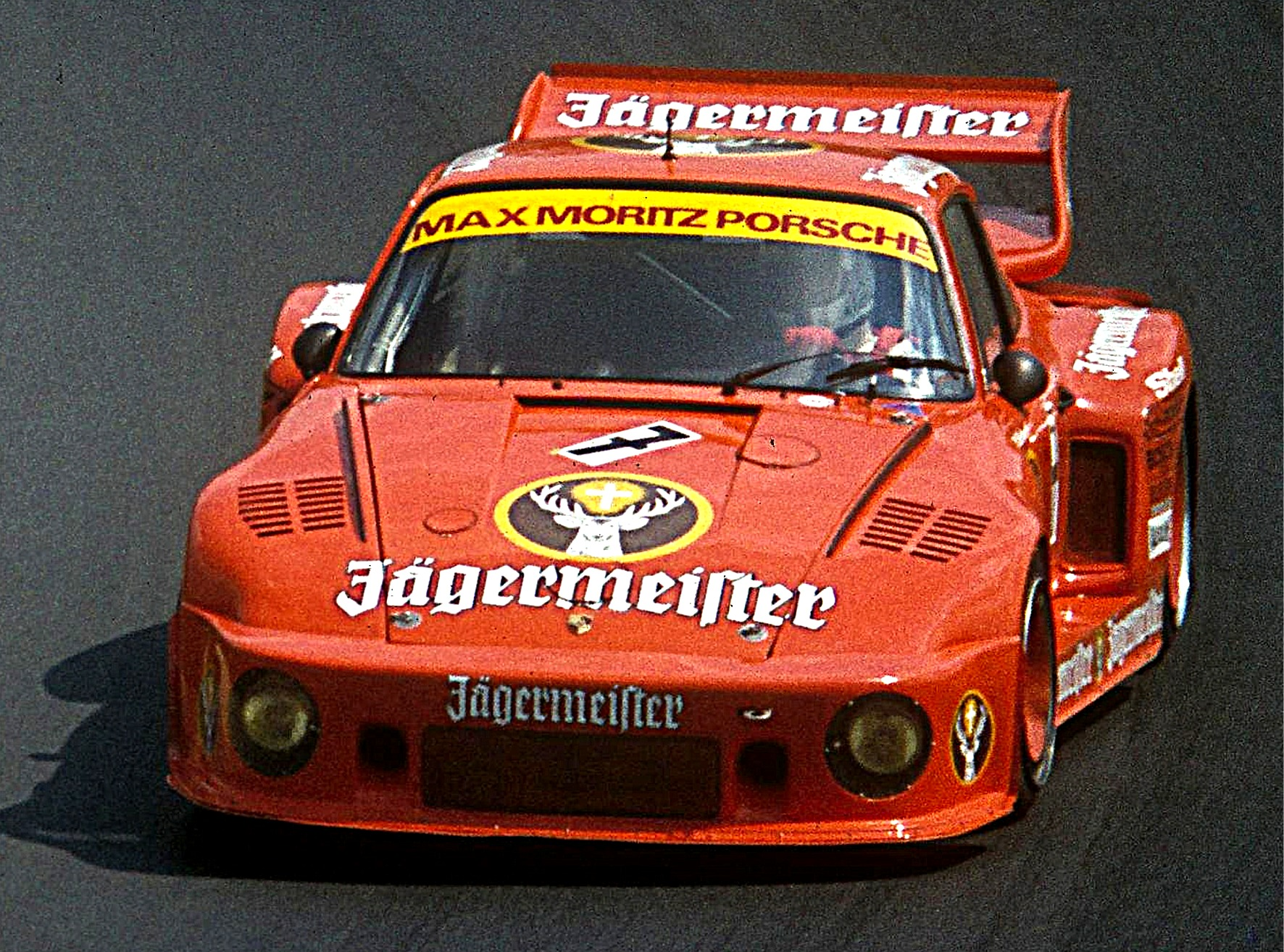
Kelleners sur Porsche 935 toujours au Nürburgring, en 1977.

## Biographie
Sa carrière en compétition automobile s'étale sur une vingtaine d'années, entre 1965 et 1984. 
Il a notamment remporté les 1 000 kilomètres de Spa en catégorie GT en 1968, les 24 Heures de Spa en 1968 et 1970, les 24 Heures du Nürburgring en 1972, les 1 000 kilomètres du Nürburgring en 1975 en catégorie GT, les 9 Heures de Kyalami en 1979 et le RAC Tourist Trophy en 1984, ainsi que le GP du Nürburgring en 1975 et 1984 (en ETCC).
En trois participations, il a terminé sixième lors des 24 Heures du Mans, en 1969 avec Reinhold Joest sur Ford GT40.
Son fils Ralf a gagné les 9 Heures de Kyalami en 2000, terminé 2e des 24 Heures de Daytona en 2003, et a participé neuf fois aux 24 Heures du Mans (12e en 1996 et 13e en 2004).

### Titres
- Championnat d'Europe FIA des voitures de tourisme, en 1980 (sur BMW 320, avec l'Eggenberger Motorsport Racing team), 1981 (sur BMW 635CSi, avec l'Eggenberger Racing team -  BMW Italia) et 1982 (sur BMW 528i, même équipe suisse)[1];
  - Vice-champion d'Europe FIA GT, en 1976;
  - Vice-champion d'Europe FIA de Division 3 des voitures de tourisme, en 1968 (notamment avec Erwin Kremer);
  - 3e du championnat d'Europe FIA des voitures de tourisme, en 1983;
  - 3e du championnat Interserie, en 1970.